# 克里沃維利卡
49°52′24″N 26°24′40″E / 49.87333°N 26.41111°E
克里沃維利卡（烏克蘭語：Кривовілька）是位於烏克蘭西部的村莊，由赫梅利尼茨基州裡赫梅利尼茨基區的泰奧菲波爾市鎮負責管轄。該村處於波爾特瓦河畔，始建於1570年，面積0.81平方公里，海拔高度265米，2001年人口365。